# Michal Barinka
Michal Barinka (* 12. Juni 1984 in Vyškov, Tschechoslowakei) ist ein ehemaliger tschechischer Eishockeyspieler, der mit der tschechischen Nationalmannschaft an den Olympischen Winterspielen in Sotschi 2014 teilgenommen hat.

## Karriere
Michal Barinka begann seine Karriere als Eishockeyspieler in der Jugend des HC Tábor. Mit 15 Jahren wechselte er zum HC České Budějovice, für dessen Profimannschaft er von 2001 bis 2003 in der tschechischen Extraliga aktiv war. Beim CHL Import Draft 2002 war er von den Cape Breton Screaming Eagles in der ersten Runde an insgesamt 60. Position gezogen, blieb aber noch in Tschechien. Anschließend wurde er im NHL Entry Draft 2003 in der zweiten Runde als insgesamt 59. Spieler von den Chicago Blackhawks ausgewählt, für die er in der Saison 2003/04 sein Debüt in der National Hockey League gab. In den drei Spielzeiten, in denen der Verteidiger in der Organisation der Chicago Blackhawks unter Vertrag stand, spielte er jedoch hauptsächlich für deren Farmteam aus der American Hockey League, die Norfolk Admirals. 
Im Sommer 2006 wurde der Linksschütze von Chicago an die Ottawa Senators abgegeben, für die er allerdings in der folgenden Spielzeit zu keinem Einsatz kam. Nach 17 Spielen für deren AHL-Farmteam, kehrte er in seine tschechische Heimat zurück, wo er vom HC Vítkovice Steel verpflichtet wurde, für den er bis Januar 2011 spielte. Zudem lief er in den Playoffs der Saison 2006/07 in 17 Playoff-Spielen, in denen er drei Vorlagen gab, für den SC Bern in der Schweizer Nationalliga A auf. Mit den Bernern unterlag er in den Finalspielen dem HC Davos in der Best-of-Seven-Serie mit 3:4. Die Saison 2010/11 beendete der Tscheche bei Lokomotive Jaroslawl in der Kontinentalen Hockey-Liga, für die der Linksschütze in 16 KHL-Spielen auf dem Eis stand und acht Punkte erzielte. Im Juni 2011 erhielt Barinka einen Kontrakt für die Spielzeit 2011/12 bei Fribourg-Gottéron.
Zwischen 2012 und 2014 spielte Barinka wieder für den HC Vítkovice, ehe er für drei Jahre zum HC Sparta Prag wechselte. Seit September 2017 stand Barinka beim HC Kometa Brno unter Vertrag und gewann mit diesem 2018 die tschechische Meisterschaft. 2019 wechselte er zu Rytíři Kladno, stieg mit den Rittern aber 2020 aus der Extraliga ab. Nachdem er in den beiden Folgejahren nur kurzzeitige Engagements bekommen hatte, beendete er 2022 seine aktive Karriere. Seither gehört er zum Trainerteam des Zweitligisten HC Poruba.

### International
Für Tschechien nahm Barinka im Nachwuchsbereich an der U18-Junioren-Weltmeisterschaft 2002 sowie der U20-Junioren-Weltmeisterschaft 2004 teil. 
Bei den Herren stand er im Aufgebot Tschechiens bei den Weltmeisterschaften 2007, 2009 und 2010 sowie den Olympischen Winterspielen in Sotschi 2014. 

## Erfolge und Auszeichnungen
- 2002 Bronzemedaille bei der U18-Junioren-Weltmeisterschaft
- 2007 Schweizer Vizemeister mit dem SC Bern
- 2010 Goldmedaille bei der Weltmeisterschaft
- 2011 Tschechischer Vizemeister mit dem HC Vítkovice Steel
- 2016 Tschechischer Vizemeister mit dem HC Sparta Prag
- 2018 Tschechischer Meister mit dem HC Kometa Brno

## NHL-Statistik
(Stand: Ende der Saison 2010/11)